# The Big Day
The Big Day — дебютный студийный альбом американского рэпера Chance the Rapper, выпущенный 26 июля 2019 года. Альбом вышел вслед за несколькими микстейпами рэпера и стал его первым сольным проектом с 2016 года. Альбом дебютировал на втором месте в американском хит-параде Billboard 200.

## Об альбоме
В интервью в ноябре 2016 года Ченс Беннетт заявил: «Я сейчас усердно работаю над альбомом». Продюсером пластинки стал Канье Уэст. Работа над альбомом началась в Чикаго в середине августа 2018 года. Сначала музыканты анонсировали название проекта Good Ass Job. Одновременно с этим Уэст начал работать над своим девятым студийным альбомом Yandhi и полностью переключил своё внимание на собственную пластинку, так что на The Big Day его имени нет в числе участников записи.
Музыкальные журналисты назвали The Big Day пластинкой в стиле поп-рэп и госпел-рэп. Ричард Трапунски из журнала NOW Magazine описал его как «более крупную и красивую версию ностальгического звучания в стиле госпел-рэп», в то время как Стивен Порцио из Hot Press отметил, что в альбоме присутствует не только хип-хоп, но также R&B и соул. Текст альбома построен вокруг свадьбы исполнителя, которая на самом деле состоялась марте 2019 года. На пластинке затрагиваются темы семьи и детей. В записи альбома также принял участие брат музыканта Тейлор Беннетт, а также его отец Кен Беннетт. Обложка альбома представляет собой инкрустированный драгоценными камнями прозрачный диск, напоминающий обручальное кольцо, отсылающий к свадебной теме альбома. Её автором стала художница Сара Шакил. Рэпер сам обратился к Шакил через Инстаграм с просьбой снять своё уникальное украшение с кристаллами Сваровски .
В марте 2017 года Ченс заявил, что будет продавать свой дебютный альбом, а не распространять бесплатно, как предыдущие микстейпы. 12 февраля 2019 года Ченс написал в Твиттере «Июль» и поделился видео в своем Инстаграме, показав фрагменты записи и намекнув на скорый выход альбома 27 июня Ченс выпустил рекламный ролик под названием «The Next Chapter Begins», объявив начало предварительных заказов альбома. Его первые два микстейпа, 10 Day и Acid Rap, также были размещены на сервисах потоковой передачи музыки и проданы на виниле вместе с третьим микстейпом Coloring Book. 16 июля Ченс анонсировал название альбома, дату выпуска и позже раскрыл его обложку во время интервью на «Вечернем шоу» Джимми Фэллона.
4 августа 2019 года альбом дебютировал на втором месте в хит-параде Billboard 200. Этот релиз стал самым успешным для исполнителя и третьим, попавшим в десятку лучших альбомов страны.

## Список композиций
| №                   | Название                                                                            | Автор(ы) | Исполнители | Длительность |
| ------------------- | ----------------------------------------------------------------------------------- | --- | --- | ------------ |
| 1.                  | «All Day Long» (featuring John Legend)                                              | Chancelor Bennett John Stephens Darius Scott Dwayne Verner, Jr. Greg Landfair Nate Fox Nico Segal Peter Wilkins                             | Chance the Rapper Scott DeMartis "Sax" Williams Verner Eric "EB" Butler Landfair Fox Segal Peter Cottontale TrapMoneyBenny | 3:28         |
| 2.                  | «Do You Remember» (featuring Death Cab for Cutie)                                   | C. Bennett Benjamin Gibbard Eric Butler Francis Starlite Garren Langford Justin Vernon Verner Fox Segal Wilkins                             | Chance the Rapper Scott Starlite Vernon Fox Cottontale                                                                     | 3:56         |
| 3.                  | «Eternal» (featuring Smino)                                                         | C. Bennett Christopher Smith, Jr. Darian Garcia Scott Langford Landfair Ken Bennett                                                         | Chance the Rapper Scott Langford Landfair Fox Segal Cottontale Smoko Ono                                                   | 4:03         |
| 4.                  | «Hot Shower» (featuring MadeinTYO and DaBaby)                                       | C. Bennett Malcolm Davis Jonathan Kirk Garcia                                                                                               | Chance the Rapper Smoko Ono                                                                                                | 3:45         |
| 5.                  | «We Go High»                                                                        | C. Bennett Ben Lusher Scott Mike Servin [a] Fox Segal Wilkins                                                                               | Lusher Chance the Rapper Scott Fox Segal Cottontale                                                                        | 4:59         |
| 6.                  | «I Got You (Always and Forever)» (featuring En Vogue, Ari Lennox and Kierra Sheard) | C. Bennett Terry Ellis Dawn Robinson Cindy Herron Maxine Jones Courtney Salter Kierra Sheard Carter Lang Verner Butler Langford Fox Wilkins | Lang Chance the Rapper Verner EB Langford Fox Segal Cottontale TrapMoneyBenny                                              | 4:41         |
| 7.                  | «Photo Ops (Skit)»                                                                  | C. Bennett Colleen Mares | Dex Coleman EB | 1:15         |
| 8.                  | «Roo» (featuring Taylor Bennett and CocoRosie)                                      | C. Bennett Taylor Bennett Sierra Rose Bianca Casady                                                                                         | Chance the Rapper Verner Landfair Fox Segal                                                                                | 2:51         |
| 9.                  | «The Big Day» (featuring Francis and the Lights)                                    | C. Bennett Scott Starlite Stephens Lang James Cleveland Joe Rainey Sr. Vernon Segal Wilkins                                                 | Lang Chance the Rapper Scott Vernon Segal Cottontale                                                                       | 4:02         |
| 10.                 | «Let's Go on the Run» (featuring Knox Fortune)                                      | C. Bennett Kevin Rhomberg Lusher Lang Scott Verner Fox Segal                                                                                | Lusher Lang Chance the Rapper Verner Rhomberg Fox Segal                                                                    | 3:41         |
| 11.                 | «Handsome» (featuring Megan Thee Stallion)                                          | C. Bennett Megan Pete Dex Coleman Pink Sweats [b] TrapMoneyBenny Garcia Wilkins                                                             | Chance the Rapper Coleman Cottontale Smoko Ono TrapMoneyBenny                                                              | 2:53         |
| 12.                 | «Big Fish» (featuring Gucci Mane)                                                   | C. Bennett Radric Davis Timothy Mosley | Chance the Rapper Timbaland TrapMoneyBenny Angel Lopez Federico Vindver                                                    | 3:06         |
| 13.                 | «Ballin Flossin» (featuring Shawn Mendes)                                           | C. Bennett Shawn Mendes Scott Landfair Keith Edward Crouch [c] Kevin James Fox Wilkins Scott Harris                                         | Chance the Rapper Scott EB Starlite Landfair Fox Segal Cottontale                                                          | 2:49         |
| 14.                 | «4 Quarters in the Black (Skit)»                                                    | C. Bennett Mares | Coleman EB | 2:13         |
| 15.                 | «5 Year Plan» (featuring Randy Newman)                                              | C. Bennett Randall Newman Scott Starlite Gabe Jaskowiak Jordan Ware Macie Stewart Fox Wilkins                                               | Chance the Rapper Scott Starlite Jaskowiak Ware Fox Cottontale                                                             | 4:17         |
| 16.                 | «Get a Bag» (featuring Calboy)                                                      | C. Bennett Calvin Woods James Taylor [d] Peter Losnegard Fox Wilkins                                                                        | Chance the Rapper Landfair Lido Fox Cottontale                                                                             | 3:21         |
| 17.                 | «Slide Around» (featuring Lil Durk and Nicki Minaj)                                 | C. Bennett Durk Banks Onika Maraj Jordan Jenks Fox                                                                                          | Chance the Rapper Pi'erre Bourne Fox                                                                                       | 4:30         |
| 18.                 | «Sun Come Down»                                                                     | C. Bennett Garcia Scott Verner Butler Jaskowiak Fox Segal Wilkins Ryan Vojtesak                                                             | Chance the Rapper Charlie Handsome Scott Verner EB Jaskowiak Fox Segal Cottontale Smoko Ono                                | 3:35         |
| 19.                 | «Found a Good One (Single No More)» (featuring SWV and Pretty Vee)                  | C. Bennett Scott Cheryl Gamble Tamara Johnson Leanne Lyons Vena Excell Shane Lindstrom Verner Landfair Lisa Mishra Fox Segal Wilkins        | Chance the Rapper Scott Verner EB Landfair Murda Beatz Fox Segal Cottontale TrapMoneyBenny                                 | 4:18         |
| 20.                 | «Town on the Hill»                                                                  | C. Bennett Starlite Vernon Wilkins | Chance the Rapper Starlite Vernon Cottontale                                                                               | 2:59         |
| 21.                 | «Our House (Skit)»                                                                  | C. Bennett Mares | Coleman EB | 1:05         |
| 22.                 | «Zanies and Fools» (featuring Darius Scott and Nicki Minaj)                         | C. Bennett Scott Maraj Lang Verner Landfair Fox Segal Oscar Hammerstein II [e] Wilkins Richard Rodgers [e]                                  | Lang Chance the Rapper Verner Landfair Fox Segal Cottontale                                                                | 5:23         |
| Общая длительность: | Общая длительность:                                                                 | Общая длительность: | Общая длительность: | 77:10        |